# Aymar de Roussillon
Pour les articles homonymes, voir Aymar.
Aymar de Roussillon, dit aussi Adhémar (parfois Rossillon), mort vers 1282/83, est un archevêque de Lyon du XIIIe siècle, issu de la famille dauphinoise de Roussillon. 

## Biographie

### Origines
La date de naissance d'Aymar ou Adhémar de Roussillon n'est pas connue. Il est mentionné pour la première fois avec ses parents, dans un charte datée du mois de novembre 1262. Il appartient à la famille dauphinoise de Roussillon,.
Il est le fils d'Artaud IV, seigneur de Roussillon,,. L'historien Antoine Vachez (1832-1910) indique que la mère pourrait être Artaude de Forez, fille de Guigues IV de Forez, mais cette information n'est pas confirmée. Selon le site Internet de généalogie MedLands (Foundation for Medieval Genealogy), elle aurait pu être une fille cadette de Guigues/Guy III de Forez,.
La fratrie compte cinq enfants, dont Guillaume, qui succède à leur père, et Amédée, abbé de Savigny, puis évêque de Valence (1274-1281),,.

### Archiépiscopat
Aymar est moine à l'abbaye de Cluny. Il est grand prieur en 1263, à la suite de quoi il renonce au prieuré de Mornant.
Le pape Grégoire X le nomme, en 1273, sur le siège archiépiscopal de Lyon. L'historien Vachez, et ses successeurs, indiquent par erreur qu'il aurait été désigné lors du Deuxième concile de Lyon, en 1274. Il en est par contre le président.
À partir de 1276, « les trois églises de Lyon, de Vienne et de Valence » se trouvent entre les mains des Roussillon qui prennent le parti des princes de Bourgogne et de Savoie contre les Angevins en Provence. Le 11 juillet 1281, un « traité d'alliance en plaid et en guerre est signé entre Louis de Savoie, seigneur de Vaud, frère d'Amédée comte de Savoie, chevalier, et Aymar de Poitiers, comte de Valentinois, contre Aymar de Roussillon, archevêque de Lyon, Amédée de Roussillon, évêque de Valence et Die, Artaud seigneur de Roussillon, au diocèse de Vienne, et tous leurs parents, clercs ou laïques. ».
En 1278, il obtient les bénéfices du prieuré de Taluyers.